# Hephzibah
Hephzibah é uma cidade localizada no estado americano de Geórgia, no e Condado de Cobb  e Condado de Douglas.

## Demografia
Segundo o censo americano de 2000, a sua população era de 3880 habitantes.
Em 2006, foi estimada uma população de 4252, um aumento de 372 (9.6%).

## Geografia
De acordo com o United States Census Bureau tem uma área de
50,3 km², dos quais 50,1 km² cobertos por terra e 0,2 km² cobertos por água.

## Localidades na vizinhança
O diagrama seguinte representa as localidades num raio de 24 km ao redor de Hephzibah.